# 68 Piscium
68 Piscium, eller h Piscium, är en gul jätte som ligger i Fiskarnas stjärnbild.
68 Piscium har visuell magnitud +5,44 och är synlig för blotta ögat vid någorlunda god seeing. Stjärnan befinner sig på ett avstånd av ungefär 650 ljusår.